# 材木問屋
材木問屋（ざいもくどいや/ざいもくどんや）は、木材を扱う問屋。近代以後には木材問屋（もくざいどんや）という名称も用いられている。

## 概要
日本の材木の流通は平安時代にまで遡るが、鎌倉時代に入ると木材の主な生産地や集積地、消費地などに材木問丸（ざいもくといまる）と呼ばれる問丸が登場し、同業者がまとまって材木座（木屋座）と呼ばれる座を結成する場合もあった。
近世的な材木問屋の登場のきっかけになったのは、安土桃山時代から江戸時代初期にかけて大規模な城郭や城下町の建設が相次いだことによって木材の需要が高まったことによる。木材商を振り出しに事業を拡大し、現在の価値にして100兆円以上の財産を築いた淀屋といった大商家も出現した。
江戸の材木問屋は江戸城建設とともに集められた材木商人に原点を持つ。当初は板材木問屋・熊野問屋・川辺問屋（炭薪問屋）・木場材木問屋の4つの集団があった。これらの材木商は江戸城及び江戸市街の拡大とともにあちこちに分散していったが、元禄14年（1701年）頃に深川木場に集められ、宝永年間に板材木問屋と熊野材木問屋が合同して板材木熊野問屋となり、延享年間に川辺問屋のほとんどが木場材木問屋に加入（木炭・薪しか扱わない小規模問屋を除く）したため、最終的に板材木熊野問屋と木場材木問屋にまとまり、木場に材木問屋街が形成された。江戸の材木問屋は小売を扱えないことに特徴がある。延宝元年（1673年）に材木問屋の代金支払に関する訴訟があり、江戸幕府は山方（生産地の荷主）と直接取引する材木問屋と材木問屋に一定の口銭（約3-5％）を払って現物を買い取って小売商あるいは消費者に直接販売できる材木仲買に分離するように命じられたためである。後に川辺問屋が木場材木問屋に合流したのも、本来は木炭や薪を扱う川辺問屋が小型の角材や丸太の買付・販売にまで進出したことが延宝年間の規定に違反するとみられたためであった。
ただし、こうした問屋と仲買の分離は江戸独自の事情があり、大坂で同様の措置が取られたのは約80年後の宝暦年間のことであり、その他の大部分の地域では中世以来の産地買付（場合によっては山仕出も）・加工・運材・小売販売まで手掛ける業者も多かった。明治以後、材木問屋を巡る規制の多くは緩和・撤廃され、また輸入材の扱いも開始されるようになるが、材木問屋（あるいは木材問屋）そのものは今日まで存在しているものも珍しくは無い。